# 레오 미키치
레오 미키치(크로아티아어: Leo Mikić, 1997년 5월 6일~)는 크로아티아의 축구 선수이다.